# Lorenz Möller (Politiker)
Lorenz Möller, auch Laurentius Moller (* 24. März 1560 in Lübeck; † 8. März 1634 ebenda) war ein deutscher Jurist, Rat der Herzöge von Mecklenburg wie auch von Schleswig-Holstein und Bürgermeister der Hansestadt Lübeck.

## Leben
Möller war der Sohn des aus Livland stammenden Rektors am Katharineum zu Lübeck Lorenz Möller. Zum Studium der Rechtswissenschaften ging er an die Universitäten Rostock (1579), Wittenberg und Heidelberg. In Heidelberg wurde er 1590 nach einer Disputation unter dem Vorsitz von Julius Pacius de Beriga zum Dr. jur. utr. promoviert. Als Verwaltungsjurist war er zunächst für die Herzöge von Mecklenburg und von Holstein-Gottorf tätig. 1610 wurde er in den Rat der Stadt Lübeck gewählt und war 1612–1617 Kämmereiherr der Stadt. 1615 war er Führer einer Lübecker Gesandtschaft an den dänischen Hof in Kopenhagen. 1619 wurde er zu einem der Bürgermeister bestimmt. Gemeinsam mit dem Bürgermeister Heinrich Köhler und Christoph Gerdes verantwortete er bis zu seinem Tod die umsichtige Ratspolitik während der ersten Zeit des Dreißigjährigen Krieges, die sich nur auf die allernotwendigsten Allianzen und Bündnisse einließ. Während seiner Amtszeit wurde Travemünde befestigt. Die dortige Zitadelle wurde erst 1831 geschleift. 

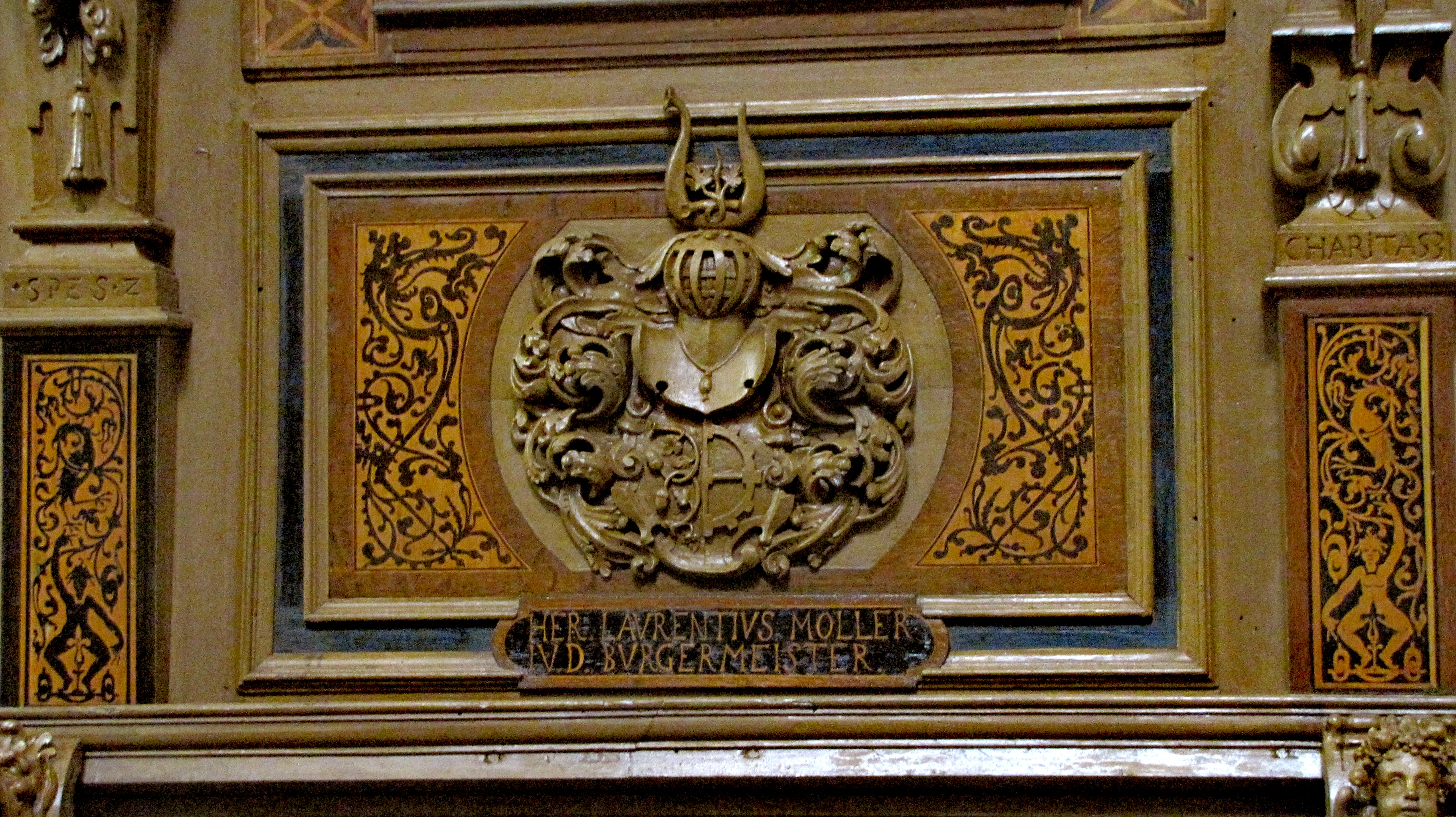
Möllers Wappen an der Orgel der Aegidienkirche

Er war 1613–1626 Kirchenvorsteher der Aegidienkirche zu der Zeit, als 1624–1626 deren Orgel neu geschaffen wurde. Daher befindet sich sein Wappen mit denen der weiteren Kirchenvorsteher als Bildschnitzerei an der Orgel dieser Kirche. 1629 war er Kirchenvorsteher der Lübecker Marienkirche. Sein manieristisches Epitaph im Knorpelstil aus der Werkstatt des Eckernförder Bildschnitzers Hans Gudewerth der Jüngere versehen mit einem Porträt des Malers Hans von Hembsen in der Totentanz-Kapelle der Marienkirche verbrannte beim Luftangriff auf Lübeck 1942. Möllers Porträt befindet sich in der Bürgermeistergalerie im Lübecker Rathaus. Ein weiteres Wappen Lorenz Möllers befindet sich auf der Eideskapelle des Lübecker Niedergerichts, heute im St.-Annen-Museum.
Er war verheiratet mit Magdalena geb. Bonnus, einer Tochter des Bürgermeisters Arnold Bonnus und Enkelin des Lübecker Reformators Hermann Bonnus. Eine Tochter des Paares heiratete den späteren Lübecker Bürgermeister Gottschalk von Wickede in dessen erster Ehe.

## Werke
- Axiomata de servitutibus personalibus et realibus. Heidelberg 1590 (ZV 29243 im VD 16.)